# 丹尼尔·克利昂斯基
丹尼尔·J·克利昂斯基（Daniel J. Klionsky，1958年—）是一位美国生物化学家和分子生物学家，生于美国加州。克利昂斯基主要研究细胞自噬，真核细胞中的一种生理过程。他用面包酵母（酿酒酵母）作为模式生物。克利昂斯基还是科学期刊《自噬》的编辑。
克利昂斯基曾於2013年與大隅良典、水島昇名列湯森路透引文桂冠獎。

## 生平
- 1980年，于洛杉矶加州大学获生物学学士学位
- 1986年，于斯坦福大学获博士学位。曾在加州理工学院做博士后研究员
- 1990年，戴维斯加州大学微生物学助理教授，1997年成为教授。
- 1997/1998年，获得古根海姆奖。[2]